# Eskarpa
Eskarpa je oblika fortifikacije, ki se glede na tip fortifikacije deli na:
- v stalni fortifikaciji je del obrambnega jarka in/ali stene, ki je obrnjena proti sovražniku in znatno okrepljena
- v poljski fortifikaciji je to protitankovska ovira pod kotom med 15-40º.